# Slim Carter
Slim Carter è un film del 1957 diretto da Richard Bartlett.
È una commedia western statunitense con Jock Mahoney, Julie Adams e Tim Hovey.

## Produzione
Il film, diretto da Richard Bartlett su una sceneggiatura di Montgomery Pittman e un soggetto di David Bramson e Mary C. McCall Jr., fu prodotto da Howie Horwitz per la Universal Pictures e girato negli Universal Studios a Universal City, California, nella seconda metà di marzo del 1957.

## Distribuzione
Il film fu distribuito negli Stati Uniti nel novembre 1957 al cinema dalla Universal Pictures.
Altre distribuzioni:
- in Finlandia il 12 dicembre 1958 (Onnen poika)
- in Brasile (Nos Degraus da Glória)
- in Portogallo (Um Herói do Far-West)